# Antonio Rómulo Costa (khu tự quản)
Antonio Rómulo Costa là một khu tự quản thuộc bang Táchira, Venezuela. Thủ phủ của khu tự quản Antonio Rómulo Costa đóng tại Las Mesas. Khự tự quản Antonio Rómulo Costa có diện tích 130 km2, dân số theo điều tra dân số ngày 21 tháng 10 năm 2001 là 7110 người.